# ウリッセ・カプート
ウリッセ・カプート（Ulisse Caputo、1872年11月4日 - 1948年10月13日）はイタリア生まれの画家、版画家、彫刻家である。 

## 略歴
南イタリアのサレルノで生まれた。父親はヴェルディ劇場の舞台美術家で、父親の勧めでカーヴァ・デ・ティッレーニで画家のアルフィエーリ(Riccardo Alfieri)に絵を学んだ。ナポリ美術アカデミーに入学し、ドメニコ・モレリやフィリッポ・パリッチに絵を学び、スタニスラオ・リスタに彫刻を学んだ。画家のガエターノ・エスポージトの指導も受けた。1897年からイタリアで展覧会に出展を始めた。
1899年にパリに移り、パリで活動するイタリア人画家、ピエトロ・スコペッタ、アルナルド・デ・リシオ、リオネッロ・バレストリエリ、ジョヴァンニ・ボルディーニ、フェデリコ・ザンドメーネギ、レオネット・カッピエロらと友人となった。イタリアではディヴィジョニズモ(Divisionismo:分割主義）と呼ばれる点描を用いるスタイルの追随者となった。1910年から1913年の間に何度か、ブルターニュを訪れ、「ポン＝タヴァン派」や「ナビ派」の芸術家と交流した。1918年から1922年の4年間は、生前のポール・セザンヌが活動した南フランスのエクス＝アン＝プロヴァンスで活動した。
各国の展覧会に出展し、1924年にフランス政府の援助を受けてモロッコを旅した。1936年にイタリア王冠勲章を受勲した。

## 作品

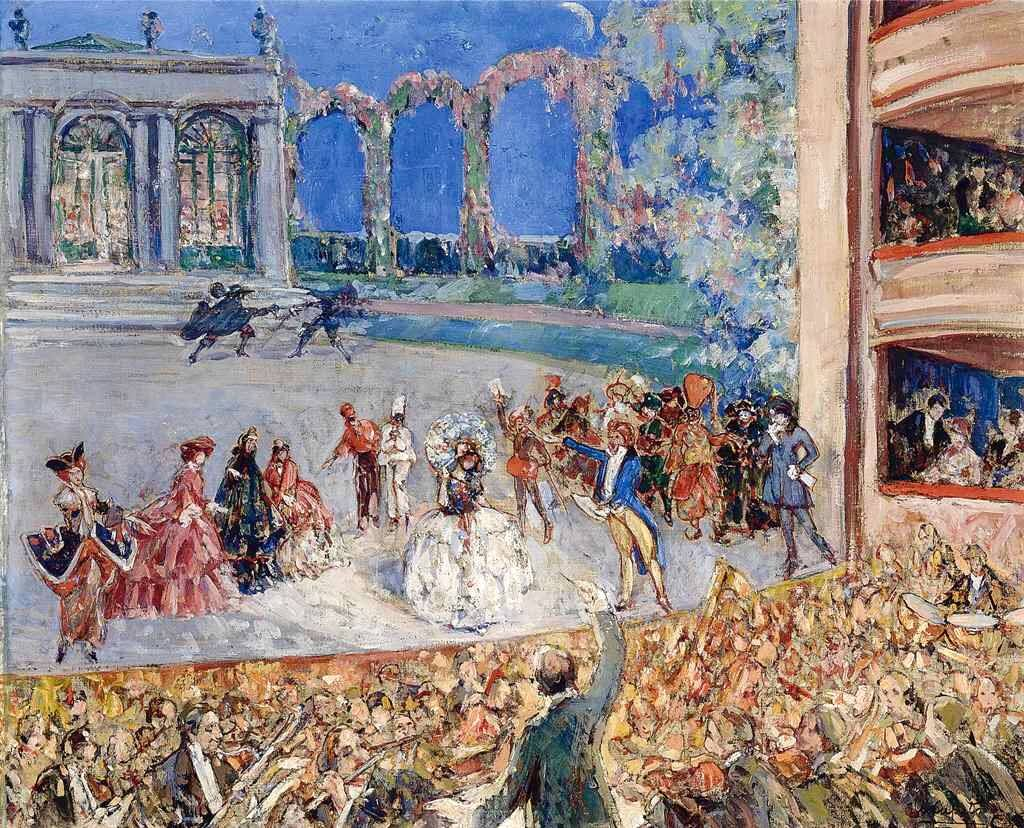
「オペラの夜」
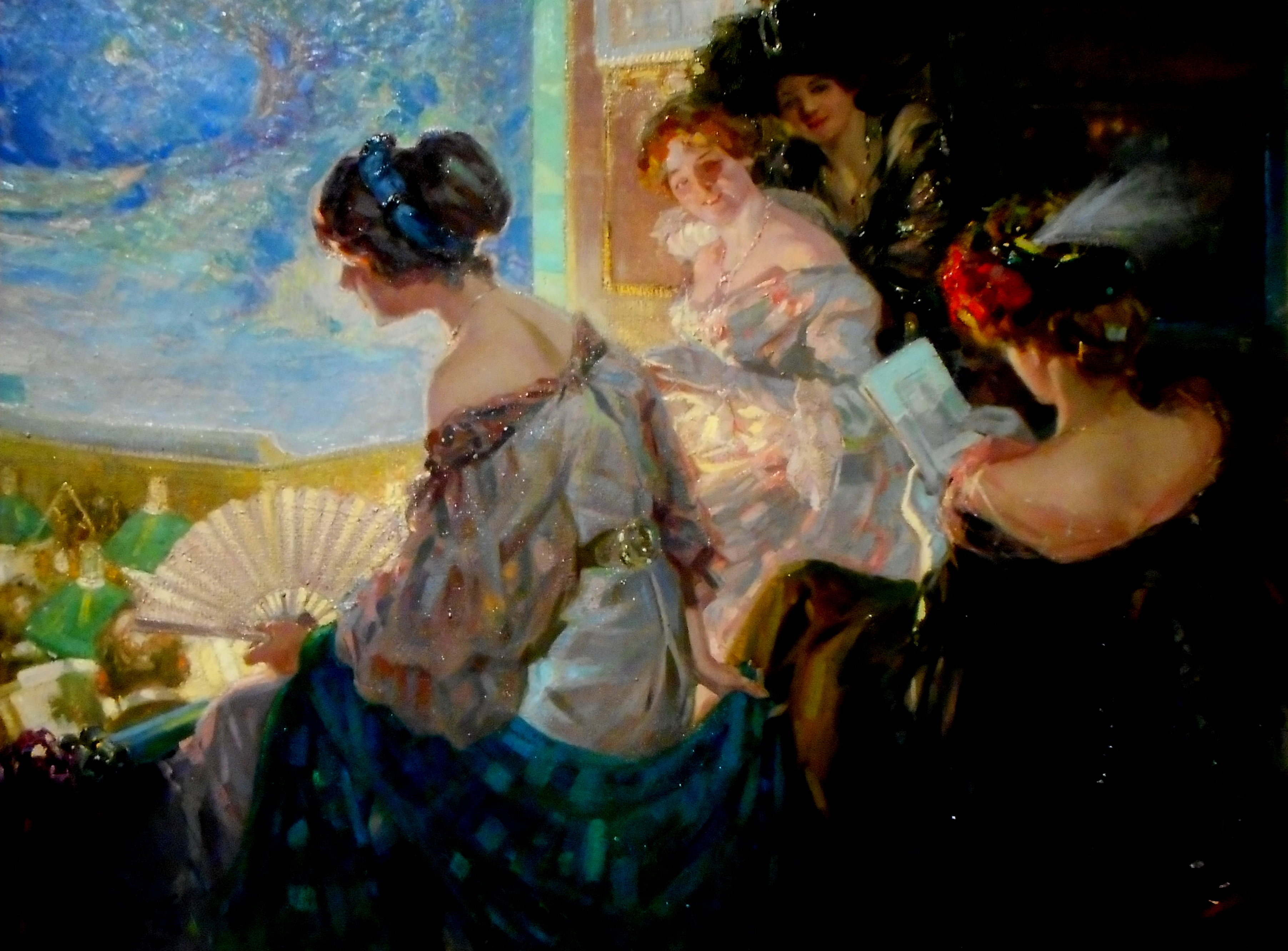
「劇場の客席」(c.1909)
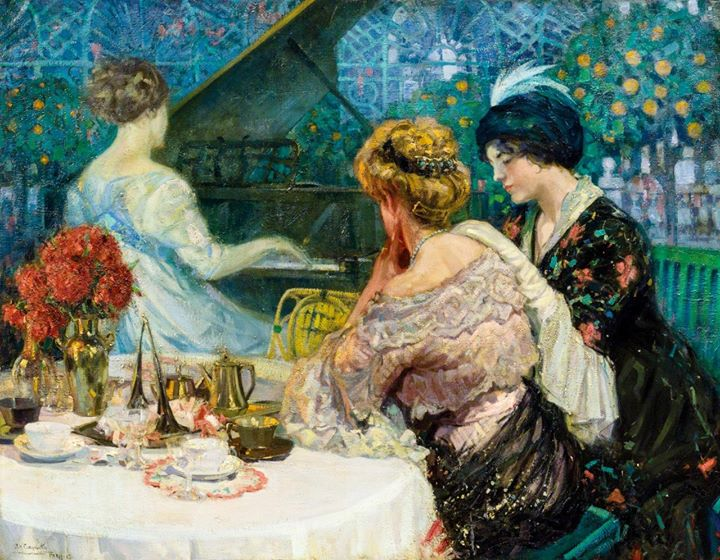
「ピアノ奏者」

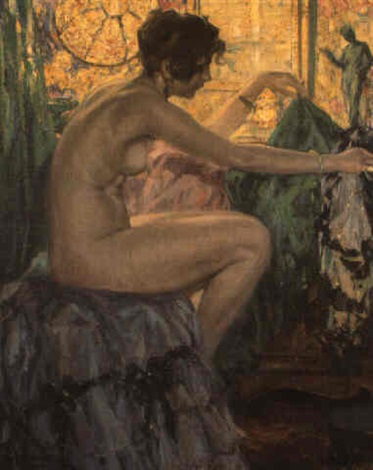
若い女性のヌードと室内
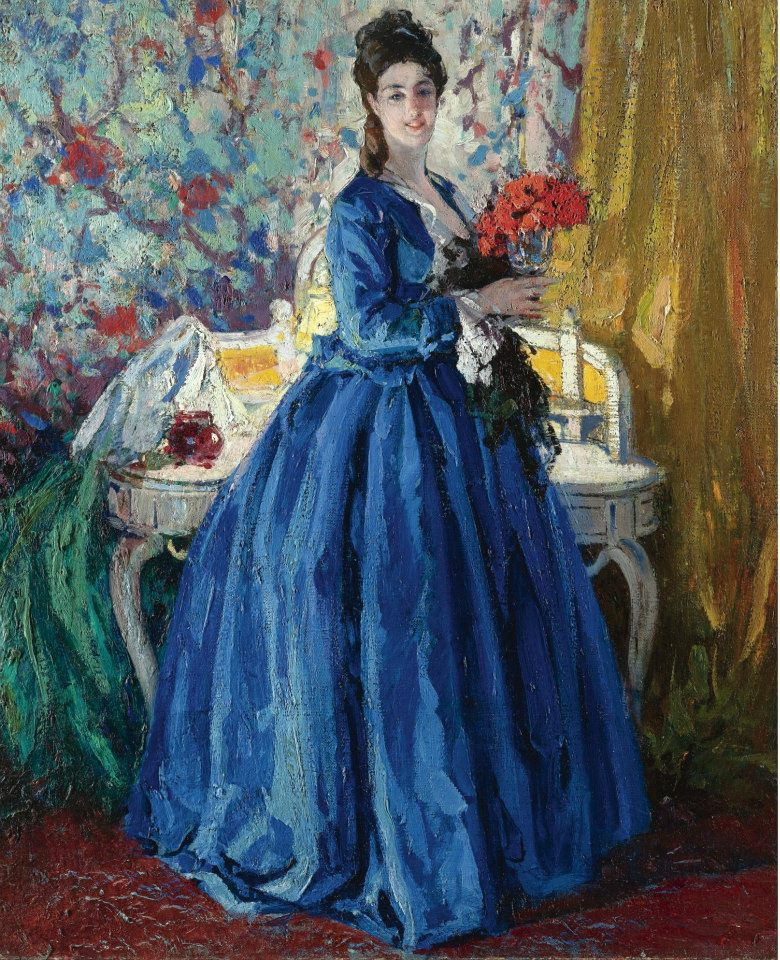
「青い服の女」
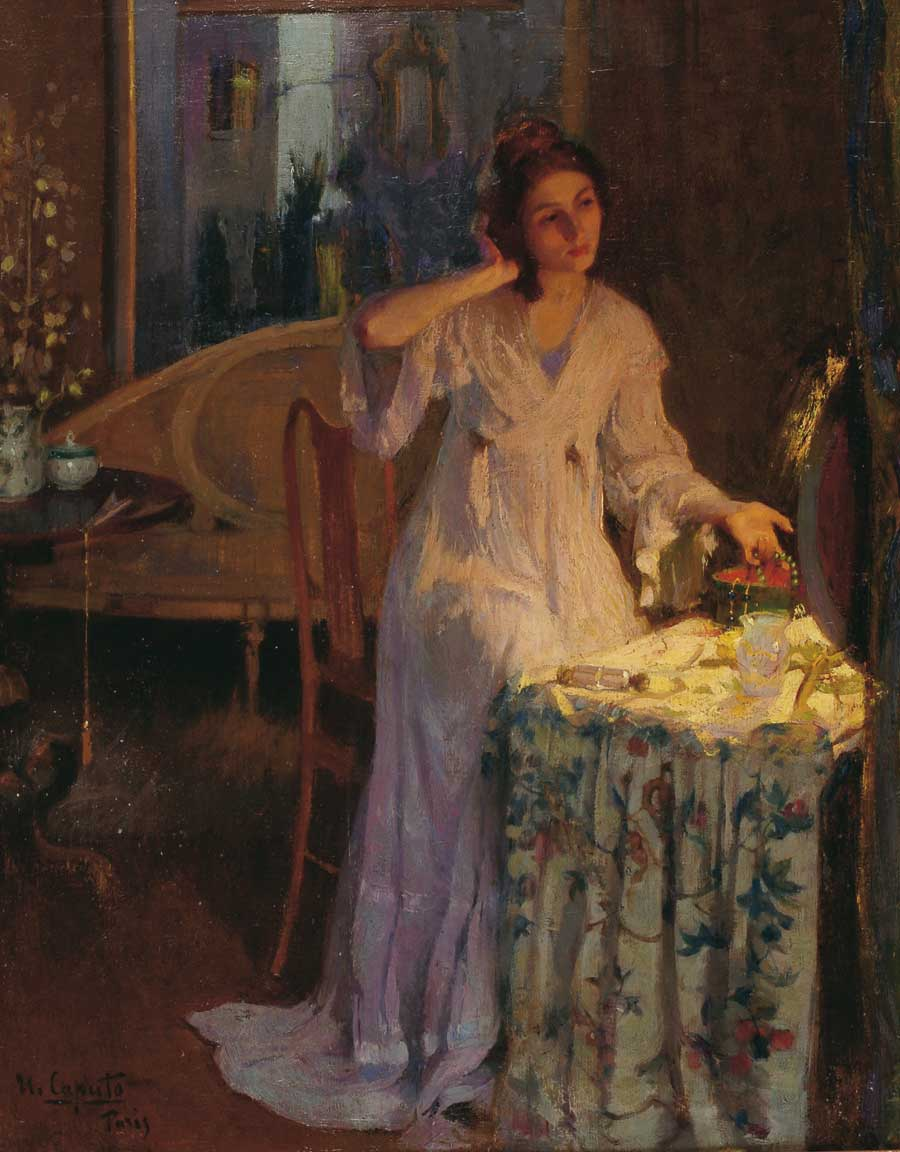
「化粧」
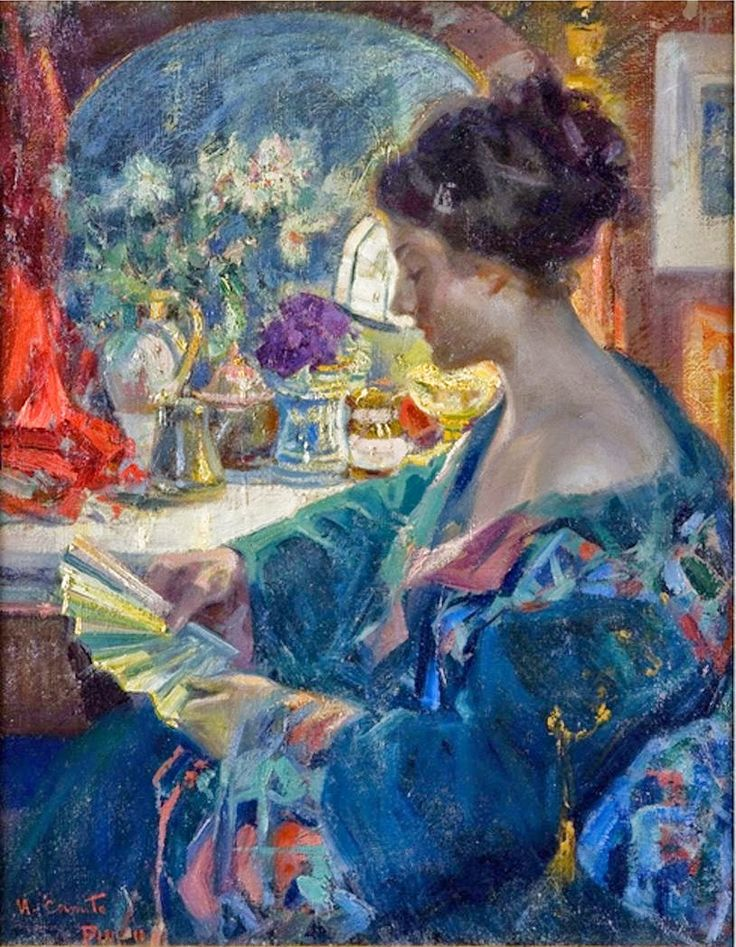
「絹の着物」